# Länkning (mekanik)

En enkel länkning som ger upphov till komplicerad rörelse.

En mekanisk länkning är en hopsättning av kroppar som är kopplade för att hantera krafter och rörelse. En kropps, eller länks, rörelse studeras med geometri och länken anses vara styv. Kontakterna mellan länkar antas ge ideal rörelse – ren rotation eller glidning till exempel – och kallas leder. En länkning som modelleras som ett nätverk av styva länkar och ideala leder kallas för en kinematisk kedja.